# Luis Albino Picat
Luis Albino Picat (Jesús María; 3 de junio de 1974) Fue intendente de la ciudad de Jesús María desde el 10 de diciembre de 2019 hasta 2023,Desde diciembre de 2023 es Diputado Nacional por la provincia de Córdoba. Es emprendedor y productor agropecuario de la provincia de Córdoba.

## Biografía
Se recibió de Licenciado en Informática en la Universidad Blas Pascal. Fue presidente de la Sociedad Rural de Jesús María, desde abril de 2016 hasta mayo de 2018. Afiliado a la UCR hasta 2024 cuando  tras la resolución del Tribunal de Ética de la UCR que definió la expulsión de Mariano Campero, Luis Picat y Martín Arjol, por respaldar los vetos de Javier Milei contra los jubilados y el aumento presupuestarios a las universidades nacional.
Es titular de un frigorífico y de una empresa de producción de alimentos: granos, carne porcina.

### Experiencia en la función pública
Entre 2008 y 2010, fue director de Saneamiento de la Municipalidad de Jesús María. Desde 2011 condujo la Secretaría de Servicios Públicos.
A fines del 2011, asumió como miembro del Concejo Deliberante de Jesús María, hasta 2015, cuando renovó su banca. Ese año, le ganó la interna a Daniel Gatica para representar al radicalismo en las elecciones a intendente 2015; perdió contra Gabriel Frizza 43% a 36% de Picat.
Fue elegido intendente por el frente Jesús María de Todos, el 9 de junio de 2019 al conseguir el 54% de los votos contra el 35% de Mariana Ispizua y asumió el 12 de diciembre.
El 13 de agosto en las Elecciones primarias de Argentina de 2023 encabezó la boleta a diputados nacionales de Patricia Bullrich; le ganó a la lista del diputado de Horacio Rodríguez Larreta en la interna de Juntos por el Cambio. Resultó electo diputado en las Elecciones legislativas de Argentina de 2023.